# Estrona
Estrona (E1, i també oestrone) és una hormona estrogènica secretada per l'ovari com també pel teixit adipós.
L'estrona és un dels diversos estrogens naturals els quals també inclouen l'estriol i l'estradiol. L'estrona és la menys abundant d'entre les tres hormones; l'estradiol és present gairebé sempre en el cos reproductiu de la femella i l'estriol és abundant principalment durant l'embaràs.
L'estrona és rellevant per la salut i els estats de malaltia per la seva conversió a sulfat d'estrona, un derivat de llarga vida. El sulfat d'estrona actua com a reservori que es pot convertir segons la necessitat en el més actiu estradiol.
L'estrona és l'estrogen predominant en la dona postmenopàusica.

## Biosíntesi
L'estrona se sintetitza via l'aromatasa de l'androstenediona, un derivat de la progesterona. La conversió consisteix en la desmetilació del carboni 19 i l'aromaticitat de l'anell A. Aquesta reacció és similar a la de conversió de la testosterona a estradiol.

## Imatges

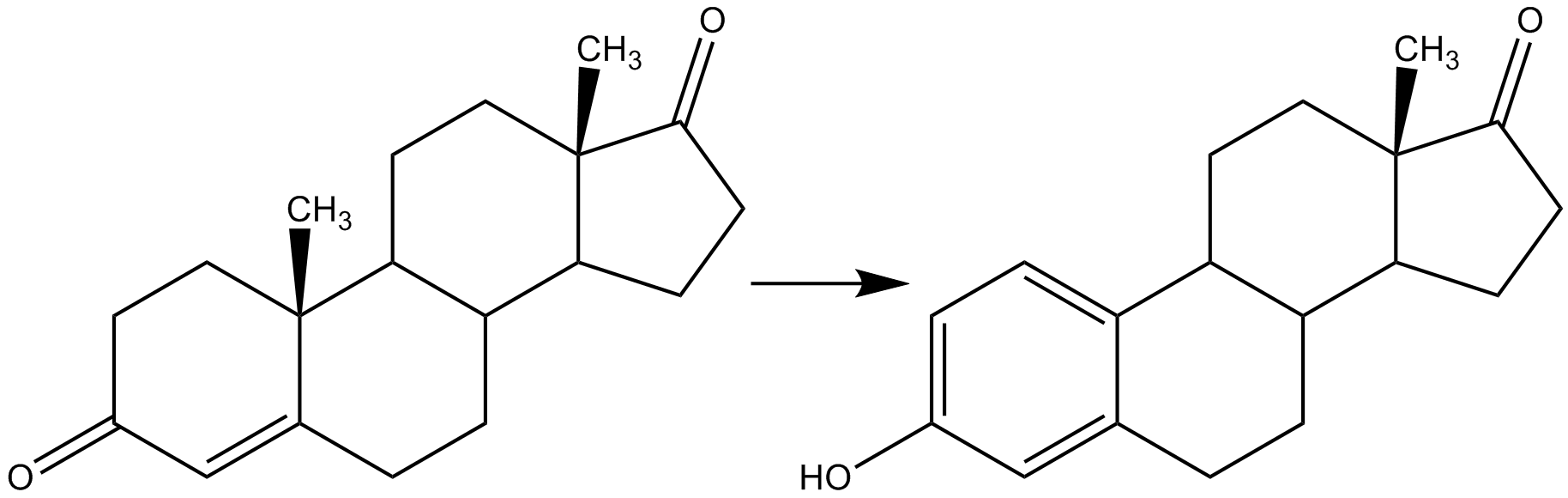
Androstenediona que es converteix en estrona.
Esteroidogènesi